# Pati de butaques

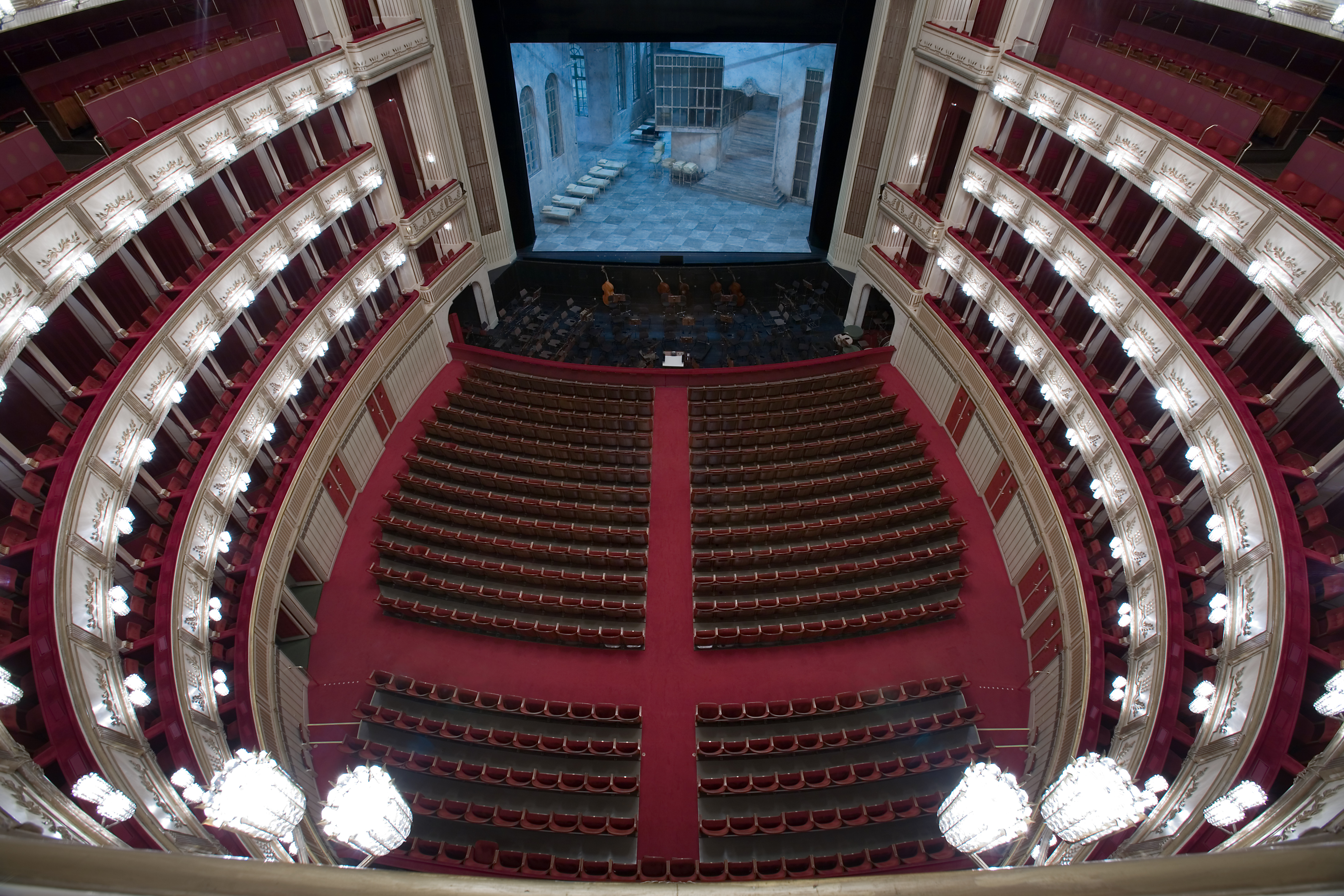
Escenari, al fons, platea i quatre pisos de seients pel públic

La platea o pati de butaques és, a les arts escèniques, l'espai dedicat als espectadors, asseguts o drets, a la planta baixa de la sala d'espectacles o de l'edifici teatral. En un teatre a la italiana la platea sol trobar-se al davant de l'escenari i rodejada per les llotges o altres localitats que se situen al primer pis, segon pis, etc. Les localitats del prosceni són les que estan tocant a l'escenari i en algun pis, superior a la planta baixa.
La platea pot estar formada per bancs i fileres de cadires o butaques, o també pot no tenir-ne. Per exemple es solen retirar quan a la sala es fan concerts de certs tipus de música o en segons quina mena d'espectacles teatrals. Els seients poden estar separats per un passadís central per facilitar-ne l'accés. La numeració és de nombres parells a l'esquerra i senars a la dreta.